# Pip Torrens
Pip Torrens est un acteur britannique né le 2 juin 1960 à Bromley en Angleterre.

## Filmographie

### Cinéma
- 1984 : Oxford Blues : Ian
- 1986 : Lady Jane : Thomas
- 1987 : La Petite Dorrit : Henry Gowan
- 1988 : Une poignée de cendre : Jock
- 1989 : How to Get Ahead in Advertising de Bruce Robinson : Jonathan
- 1989 : Bearskin: An Urban Fairytale : Gold-cufflinks
- 1990 : Aux sources du Nil : Lieutenant Hesketh
- 1990 : La Guerre des nerfs : Anton
- 1991 : Les Imposteurs : le juge d'art
- 1992 : Jeux de guerre : First Aide
- 1993 : Les Vestiges du jour : Dr Richard Carlisle
- 1997 : Incognito : White
- 1997 : Demain ne meurt jamais : le capitaine du HMS Bedford
- 1999 : Trader : Simon Jones
- 2001 : Chungkai, le camp des survivants : Lieutenant Foxworth
- 2001 : Revelation : Professeur Claxton
- 2001 : The Mystic Masseur : le gouverneur
- 2001 : All the Queen's Men : le major britannique
- 2005 : Vaillant, pigeon de combat ! : Lofty
- 2005 : Orgueil et Préjugés : Netherfield Butler
- 2007 : The Mark of Cain : Colonel Hampton
- 2007 : Flood : Richardson
- 2008 : Un mariage de rêve : Lord Hurst
- 2009 : Le Portrait de Dorian Gray : Victor
- 2009 : St. Trinian's 2 : Heathcoat Parker
- 2011 : Largo Winch 2 : l'invité du plateau de la CNBC
- 2011 : Love's Kitchen : l'officier de la santé et de la sécurité
- 2011 : My Week with Marilyn : Kenneth Clark
- 2011 : Cheval de guerre : Major Tompkins
- 2011 : La Dame de fer : Ian Gilmour
- 2012 : Bel Ami : Paul
- 2012 : Anna Karénine : Prince Shcherbatsky
- 2012 : Gambit : Arnaque à l'anglaise
- 2014 : Gemma Bovery : Rankin
- 2014 : Effie Gray : le journaliste du Times
- 2015 : Danish Girl : Dr Hexler
- 2015 : Star Wars, épisode VII : Le Réveil de la Force : Colonel Kaplan
- 2016 : Kids in Love : Graham
- 2018 : Blackwood, le pensionnat (Down a Dark Hall) de Rodrigo Cortés : Mr Farley

### Télévision
- 1991-2006 : Hercule Poirot : Jeremy Cloade et Major Rich (2 épisodes)
- 1992 : Les Aventures du jeune Indiana Jones : Howard Carter (1 épisode)
- 1992-1993 : Jeeves and Wooster : Bingo (2 épisodes)
- 1993 : Les Règles de l'art : Christian Shotley (1 épisode)
- 1993 : Maigret (1 épisode)
- 1994 : Véra va mourir : Chad
- 1995-2007 : The Bill : plusieurs rôles (5 épisodes)
- 1996 : Inspecteur Wexford : Michael Quin (2 épisodes)
- 1996 : Les Contes de la crypte : Gordon (1 épisode)
- 1998 : The Unknown Soldier : Major Stephen Phelps
- 2003 : Where the Heart Is : Peter Viner (1 épisode)
- 2003 : Scotland Yard, crimes sur la Tamise : Richard Lawson (1 épisode)
- 2003 : Les Sept Merveilles du monde industriel : Dr John Snow (1 épisode)
- 2004 : Red Cap : Police militaire : Major Tim Garvey (1 épisode)
- 2004 : Casualty : Tom Price (1 épisode)
- 2004 : When I'm Sixty-Four : le responsable
- 2004 : Rosemary et Thyme : Donald Westward (1 épisode)
- 2004 : Agatha Christie's Marple : Noël Coward (1 épisode)
- 2004-2008 : La Fureur dans le sang : Brennan et Harrison (3 épisodes)
- 2005 : No Angels : Dr Templar (1 épisode)
- 2005 : Rome : Cimber (1 épisode)
- 2006 : Green Wing : le neurochirurgien (2 épisodes)
- 2006 : MI-5 : Charles Lee (1 épisode)
- 2007 : Meurtres en sommeil : Dennis Holland (2 épisodes)
- 2007 : Inspecteur Lewis : Malcolm Croft (1 épisode)
- 2007 : Docteur Who : Rocastle (2 épisodes)
- 2007 : Affaires non classées : Richard Tate (2 épisodes)
- 2008 : Le Choix de Jane : Edward Austen Knight
- 2009 : Harcèlement : M. Higginson
- 2009 : Collision : Député commissaire Fraser (1 épisode)
- 2010 : Journal intime d'une call girl : Edward (1 épisode)
- 2010 : Coronation Street : QC de procession (6 épisodes)
- 2010 : Inspecteur Barnaby : Fergal Jenner (1 épisode)
- 2011 : Le Serment : Major John Arbuthnot (4 épisodes)
- 2011-2014 : Silk : Maikin (4 épisodes)
- 2011-2014 : Londres, police judiciaire : Philip Nevins (5 épisodes)
- 2012 : Les Arnaqueurs VIP : Heinz Zimmermann (1 épisode)
- 2012 : Retour à Whitechapel : Travis Underwood (1 épisode)
- 2012 : One Night (en) : M. Lerner (3 épisodes)
- 2012 : The Hollow Crown : Mowbray (1 épisode)
- 2012 : Switch : Lord Piermont (1 épisode)
- 2012 : Spy : Crispin (1 épisode)
- 2013 : Meurtres au paradis : le guide (1 épisode)
- 2013 : Black Mirror : Philip Crane (1 épisode)
- 2013 : The Lady Vanishes : Révérend Kenneth Barnes
- 2014 : Inspecteur Gently : Brigadier Phillips (1 épisode)
- 2014 : Fleming : L'Homme qui voulait être James Bond : Esmond Rothermere
- 2014 : Grantchester : Sir Edward Kendall (2 épisodes)
- 2015 : Kampen om tungtvannet : Wilson (6 épisodes)
- 2015 : Poldark : Cary Warleggan (7 épisodes)
- 2015 : Versailles : Cassel (saison 1, 10 épisodes)
- 2016 : The Crown : Alan "Tommy" Lascelles
- 2017 - 2019 : Preacher : Herr K. Starr
- 2018 : Patrick Melrose : Nicholas Pratt
- 2021 - 2023 : The Nevers : Lord Massen
- 2024 : Mr Bates vs The Post Office (mini-série) : Juge Peter Fraser

### Jeux vidéo
- 2019 : Man of Medan : le Conservateur
- 2020 : Little Hope : le Conservateur
- 2021 : House of Ashes : le Conservateur
- 2022 : The Devil In Me : le Conservateur